# Écuries royales de Cordoue
 (août 2016).
Si vous disposez d'ouvrages ou d'articles de référence ou si vous connaissez des sites web de qualité traitant du thème abordé ici, merci de compléter l'article en donnant les références utiles à sa vérifiabilité et en les liant à la section « Notes et références ».

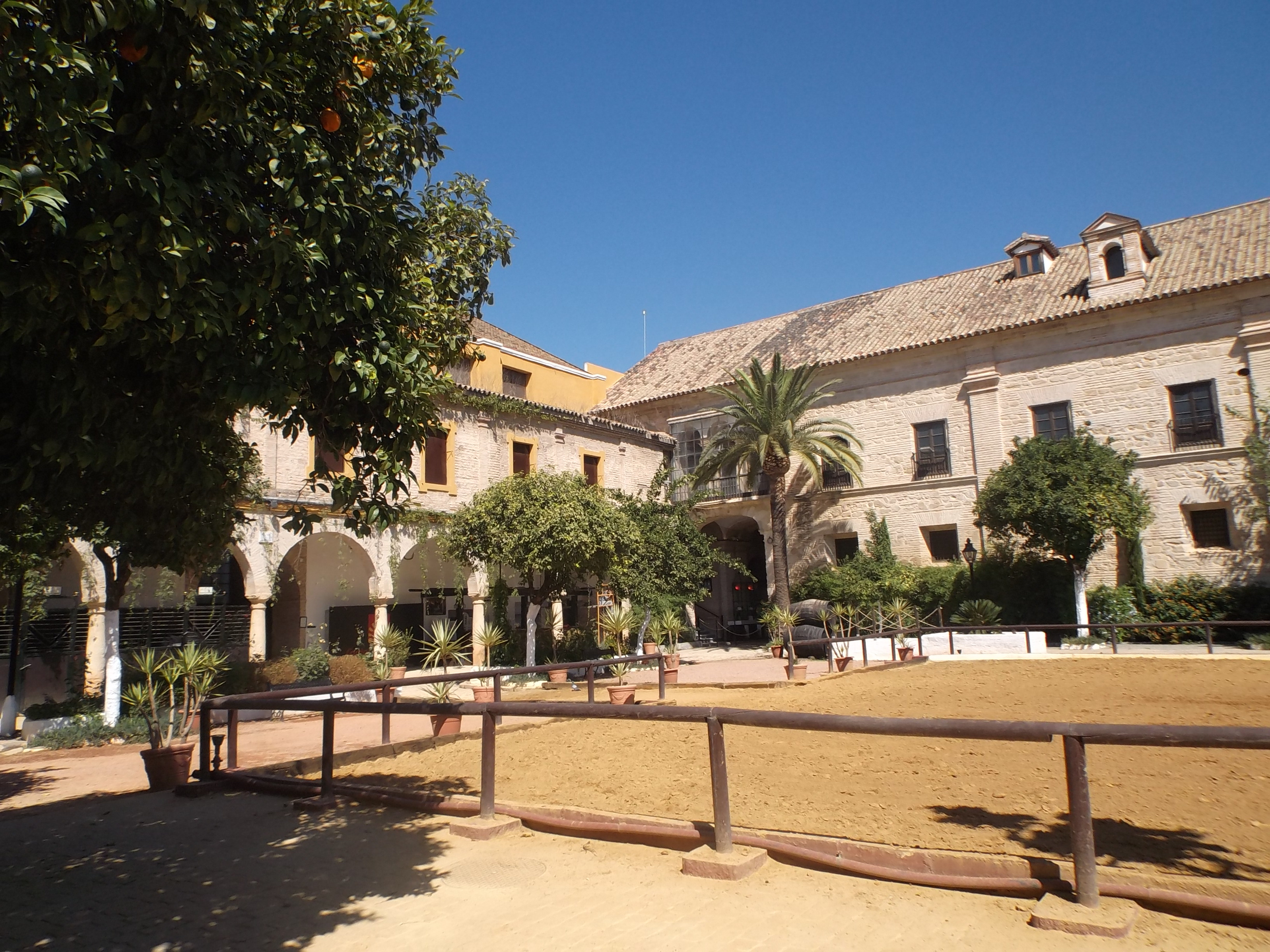
Manège des écuries royales de Cordoue en 2016.

Les écuries royales de Cordoue (Caballerizas Reales de Córdoba) sont des écuries construites à la Renaissance dans la ville de Cordoue, dans la communauté autonome d'Andalousie, en Espagne. Elles font partie du centre historique de Cordoue, classé au patrimoine mondial de l'humanité par l'UNESCO en 1994.

## Histoire
Les écuries royales de Cordoue sont construites en 1570 par ordre d'un décret du roi Philippe II qui chargeait Diego López de Haro y Sotomayor, premier marquis d'El Carpio, de les créer, en regroupant là l'ensemble des meilleures juments et étalons de toutes les régions bordant le fleuve Guadalquivir. Ce troupeau royal est à l'origine de la race du cheval andalou.
À cette époque, il existait déjà des écuries à Cordoue, qui avaient été construites pendant la période califale. Elles avaient connu leur apogée sous le règne d'Al-Hakam Ier, période durant laquelle leur domaine s'étendait jusqu'à la rive du Guadalquivir et hébergeait jusqu'à 2000 chevaux. Les écuries royales de Philippe II sont construites sur le même emplacement, entre les murailles et l'Alcázar des rois chrétiens.
En 1734, les écuries sont ravagées par un incendie et le bâtiment est entièrement détruit. Le roi Philippe V ordonne leur reconstruction, mais celle-ci n'a lieu finalement que onze ans après, sous le règne de Ferdinand VI. Durant cette reconstruction au même emplacement, la structure du bâtiment d'origine est reprise, autant à l'extérieur qu'à l'intérieur, à l'exception du blason de Carlos III, de renforcements apportés aux voûtes à l'aide d'arcs en pierre plus solides et de plaques de béton couvrant le sol du patio.
Les écuries royales bénéficient de plusieurs mesures de protection du patrimoine architectural espagnol à partir du début du XXe siècle. En 1929, elles sont classées Monument historique. En 1994, les écuries royales de Cordoue sont classées au patrimoine mondial de l'humanité par l'UNESCO en même temps que l'ensemble du centre historique de Cordoue.
Les écuries restent propriété royale jusque sous le règne de Ferdinand VII, après quoi ils deviennent la propriété de l'État espagnol. À partir de 1866, c'est l'armée espagnole qui reprend en charge la tradition d'élevage des chevaux, jusqu'en 1995, sous la tulette du Ministère de la Défense.
En 1995, le dépôt d'étalons de l'armée est transféré à Écija. En 1996, la sous-délégation de la défense à Cordoue s'installe dans le bâtiment, qui reste son siège jusqu'au transfert du bâtiment à l'Ayuntamiento de Cordoue en 2002. À partir de cette date, le bâtiment est entretenu par le Conseil municipal au tourisme et au patrimoine mondial de l'Ayuntamiento de Cordoue. Il a été aussi le siège du Secrétariat régional pour l'Europe du Sud-Méditerranée de l'Organisation des villes du patrimoine mondial, dont le siège se trouve à Québec au Canada.
Depuis 2003, les écuries royales de Cordoue accueillent la Foire morphologique du cheval (CABALCOR), lieu d'exposition de chevaux de différents élevages, de compétitions et d'activités commerciales diverses liées à ce secteur.
En 2006, la police montée locale s'installe dans le bâtiment. Composée de 12 chevaux, cette unité loge dans une partie réservée, dans la zone des anciens vergers. Cette partie se compose d'une piste, de bureaux, d'un manège, de stocks de fourrage et de paille et de 15 boxes pour les chevaux, adossés à la muraille.
Par la suite, le bâtiment héberge divers organismes comme Córdoba Ecuestre, le Consorcio de Turismo, Córdoba Convention Bureau ou le Córdoba Film Office, jusqu'en mars 2008. La Denominación de Origen Montilla Moriles y a aussi un bureau.
En 2016, l'ensemble du bâtiment est occupé par l'association Córdoba Ecuestre qui l'ouvre au public et y donne des spectacles équestres.

## Le bâtiment
Le bâtiment des écuries royales adopte une structure d'ensemble carrée, où de vastes salles voûtées constituent les écuries proprement dites. Le cheval andalou, élevé là, est très apprécié pour l'équitation. Le carré principal, couvert de voûtes d'arêtes, est porté par des colonnes de grès qui, à leur tour, délimitent les carrés ou boxes.